# اسپرسو ماکیاتو (ترانه)
«اسپرسو ماکیاتو» (انگلیسی: Espresso Macchiato) ترانه‌ای از رپر و خواننده اهل استونی، تامی کش است. این ترانه توسط تامی کش و ترانه‌سرای فنلاندی یوهانس نوکارینن نوشته شده و تهیه‌کنندگی آن نیز بر عهدهٔ نوکارینن بوده است. این تک‌آهنگ در ۷ دسامبر ۲۰۲۴ منتشر شد و نمایندهٔ کشور استونی در مسابقه آواز یوروویژن ۲۰۲۵ بود. «اسپرسو ماکیاتو» در این رقابت با کسب ۳۵۶ امتیاز به رتبهٔ سوم دست یافت.
نسخه‌ای ریمیکس از این ترانه با حضور تونی اِفه، رپر ایتالیایی، در ۹ مه ۲۰۲۵ منتشر شد.

## پیش‌زمینه و انتشار
«اسپرسو ماکیاتو» قطعه‌ای در سبک پاپ دنس است که با جریان معمول رپ و عناصری از الکترو سوئینگ شناخته می‌شود. اشعار این قطعه، ترکیبی تلمیع از انگلیسی شکسته، اسپنگلیش (ترکیب اسپانیایی و انگلیسی) و گویش بروکولینو از زبان ایتالیایی-آمریکایی هستند، که توسط تامی کش به همراه یوهانس نوکارینن نوشته شده‌اند. تامی کش در گفت‌وگویی با نشریهٔ کرونیکا عنوان کرد که ایدهٔ این ترانه «به صورت طبیعی» شکل گرفت و در ابتدا هدف از ساخت آن، شرکت در مسابقه یوروویژن نبود. شایان ذکر است که نوکارینن پیش‌تر یکی از ترانه‌سرایان قطعهٔ «چا چا چا» از رپر فنلاندی کاریا بود که نمایندهٔ فنلاند در مسابقه آواز یوروویژن ۲۰۲۳ بود.